# Piano del New Jersey
Il piano della New Jersey (conosciuto anche con il nome di piano di Paterson ) fu una proposta dei delegati dello stato del New Jersey, nella persona di William Paterson per la struttura del governo degli Stati Uniti, a cui si oppose il piano della Virginia, entrambe furono presentate e giudicate durante la Convenzione di Filadelfia del 15 giugno 1787.

## Storia
Mentre il piano redatto da James Madison prediligeva gli stati popolosi, quello di Paterson tendeva a favorire i piccoli stati. Infatti prevedeva un parlamento monocamerale, i cui membri erano suddivisi secondo un criterio paritario tra gli Stati. Con queste condizioni base ogni singolo Stato poteva esprimere un proprio voto, esattamente come per il Congresso della Confederazione). Si trovò poi un accordo grazie al compromesso del Connecticut. Con tale accordo venne adottato il piano della Virginia con accorgimenti presi dal piano del New Jersey: al Senato venivano rappresentati tutti gli stati mentre nella camera dei rappresentanti i voti venivano distribuiti in base alla popolazione del paese rappresentato.